# Massacre de Gyumri
Le massacre de Gyumri est un assassinat de masse de sept membres d'une même famille de Gyumri en Arménie survenu le 12 janvier 2015. L'identité du principal suspect, Valery Permyakov, technicien russe de la 102e base militaire russe située à Gyumri (à proximité de la frontière turque) a entraîné d'importants rassemblements spontanés à Erevan et à Gyumri ainsi que de nombreuses réactions nationales et internationales. La principale revendication des manifestations est la tenue du procès éventuelle de Valery Permyakov en Arménie (ainsi que le déroulement de son éventuelle peine dans ce pays).

## Massacre
Le 12 janvier 2015 six personnes sont retrouvées mortes à Gyumri en Arménie. Un militaire de la toute proche base militaire russe, Valery Permyakov, est rapidement désigné comme suspect. Ce dernier serait déserteur. Un fusil et son uniforme militaire sont retrouvés sur le lieu du crime.
Les six (premières) victimes sont identifiées le jour même. Il s'agit d'un couple, de leur fils, de leur belle-fille, de leur fille et de leur petite-fille de 2 ans, :
1. Sérioja Avetisyan (père) ;
2. Hasmik Avetisyan (mère) ;
3. Armen Avetisyan (leur fils) ;
4. Araxe Avetisyan (leur belle-fille) ;
5. Aida Avetisyan (fille de Sérioja et Hasmik Avetisyan) ;
6. Hasmik Avetisyan (fille de 2 ans d'Armen et Araxe).

Se trouvait également sur les lieux du massacre, Sérioja Avetisyan, âgé de 6 mois, fils d'Araxe et d'Armen, toujours vivant mais gravement blessé. Il décède le 19 janvier 2015. 

## Enquête
Après sa rapide arrestation, Permyakov est détenu à 16 km de Gyumri près du village de Bayandur,,. Il passe rapidement aux aveux. Son mobile semble de s'être introduit dans la maison des Avetisyan pour chercher quelque chose à boire. Le bureau du Procureur général de l'Arménie a déclaré que le cas relevait de la compétence des autorités russes ce qui explique la suite de sa garde à vue sur la base militaire dont il dépendait. La légalité de cette action a été largement remise en question et a provoqué une controverse en Arménie.

## Réactions
- Arménie : le 12 janvier, le cabinet du président Serge Sargsian publie le communiqué suivant « actuellement, toutes les mesures nécessaires sont prises pour trouver l'auteur de cet acte barbare, et celles-ci sont sous le contrôle direct du président »[13]. Une vague de russophobie traverse le pays, en particulier à Gyumri[14].

- Russie : le président Vladimir Poutine a téléphoné à Serge Sargsian pour « exprimer de nouveau ses condoléances aux familles des victimes et à tout le peuple arménien »[15].

- France : l'ambassadeur de France en Arménie Jean-François Charpentier a présenté ses condoléances et a déclaré être profondément choqué par ce meurtre de personnes innocentes[16].

- Royaume-Uni : l'ambassade du Royaume-Uni en Arménie a présenté ses condoléances[17].

- États-Unis : Le personnel de l'ambassade des États-Unis a présenté ses condoléances à la suite du massacre de la famille Avetisyan[18].

- Géorgie : l'ambassade de Géorgie à Erevan a exprimé « sa profonde tristesse suite à la tragédie à Gyumri »[19].